# Terror al mar
Terror al mar (títol original: Shark Zone ) és un telefilm estatunidenc dirigit per Danny Lerner, estrenat l'any 2003. La més gran part de les escenes d'atac dels taurons són tretes dels tres films precedents. Ha estat doblada al català.

## Argument
Es tracta del quart i últim telefilm de la saga Shark Attack.Un molt valuós tresor es troba en el fons de l'oceà, custodiat per uns enormes i letals taurons. Mentre uns experts bussejadors intenten donar amb el botí, els taurons amenacen amb organitzar una massacre a la platja més propera. Tan sols un home, coneixedor del perill, podrà evitar la matança, però necessita que algú cregui en ell.

## Repartiment
- Dean Cochran: Jimmy Wagner / Jove Jimmy Wagner
- lan Austin: Major John Cortell / Andrew Wagner
- Brandi Sherwood: Carrie Wagner
- Velizar Binev: Volkoff
- Luke Leavitt: Danny Wagner
- Plamen Zahov: Boris
- Alexander Petrov: Nikolas
- Boiko Boyanov: Vlad
- Dimitar Dimitrov: Ilya
- Svilena Vlangova: Riley
- Julian Vergov: Billy
- Vessela Neinski: Melissa